# Heiligegeiststraße 23 (Quedlinburg)

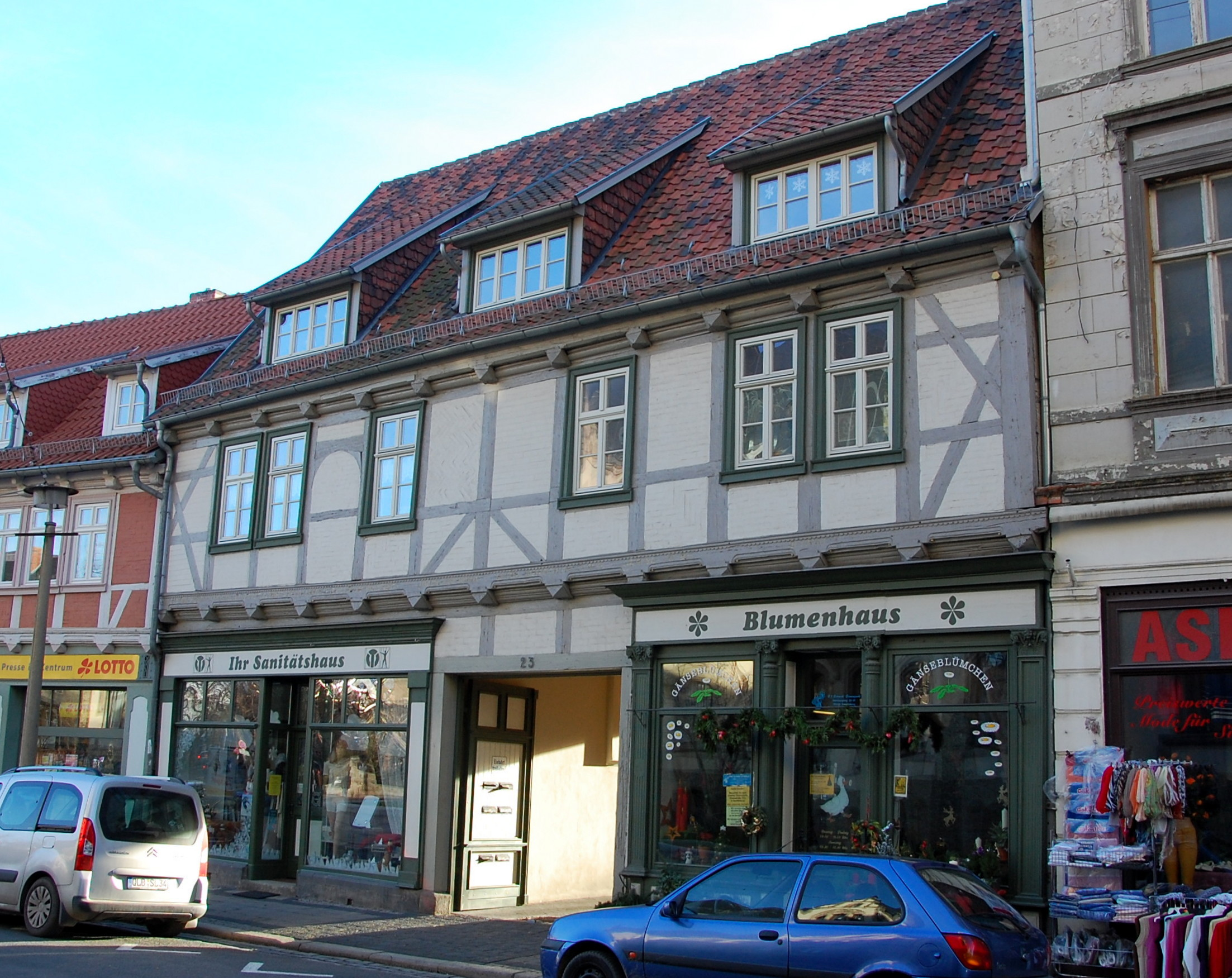
Haus Heiligegeiststraße 23

Das Haus Heiligegeiststraße 23 ist ein denkmalgeschütztes Gebäude in der Stadt Quedlinburg in Sachsen-Anhalt.

## Lage
Es liegt südlich der historischen Quedlinburger Altstadt auf der Südseite der Heiligegeiststraße. Im Quedlinburger Denkmalverzeichnis ist es als Wohnhaus eingetragen. Östlich grenzt das gleichfalls denkmalgeschützte Haus Heiligegeiststraße 22, westlich das Haus Heiligegeiststraße 24 an.

## Architektur und Geschichte
Das Fachwerkhaus wurde nach der am Vorderhaus befindlichen Inschrift für Jacob Harfmann und Anna Dorothea Zelmer im Jahr 1696 errichtet. Die Gefache sind mit unterschiedlich gestalteten Zierausmauerungen versehen. Das barocke zweigeschossige Gebäude wurde in der Zeit um 1860 im Stil dieser Zeit um eine dritte Etage aufgestockt. In das Erdgeschoss wurde ein Ladengeschäft im Stil des Historismus eingebaut.
Zumindest bis Ende des 20. Jahrhunderts bestand noch die Aufstockung, die dann jedoch zurückgebaut wurde. Darüber hinaus erfolgte eine Sanierung des Gebäudes. Auch die mit einem Ladengeschäft ausgefüllte mittige Tordurchfahrt wurde wieder freigemacht.